# لا فينيس

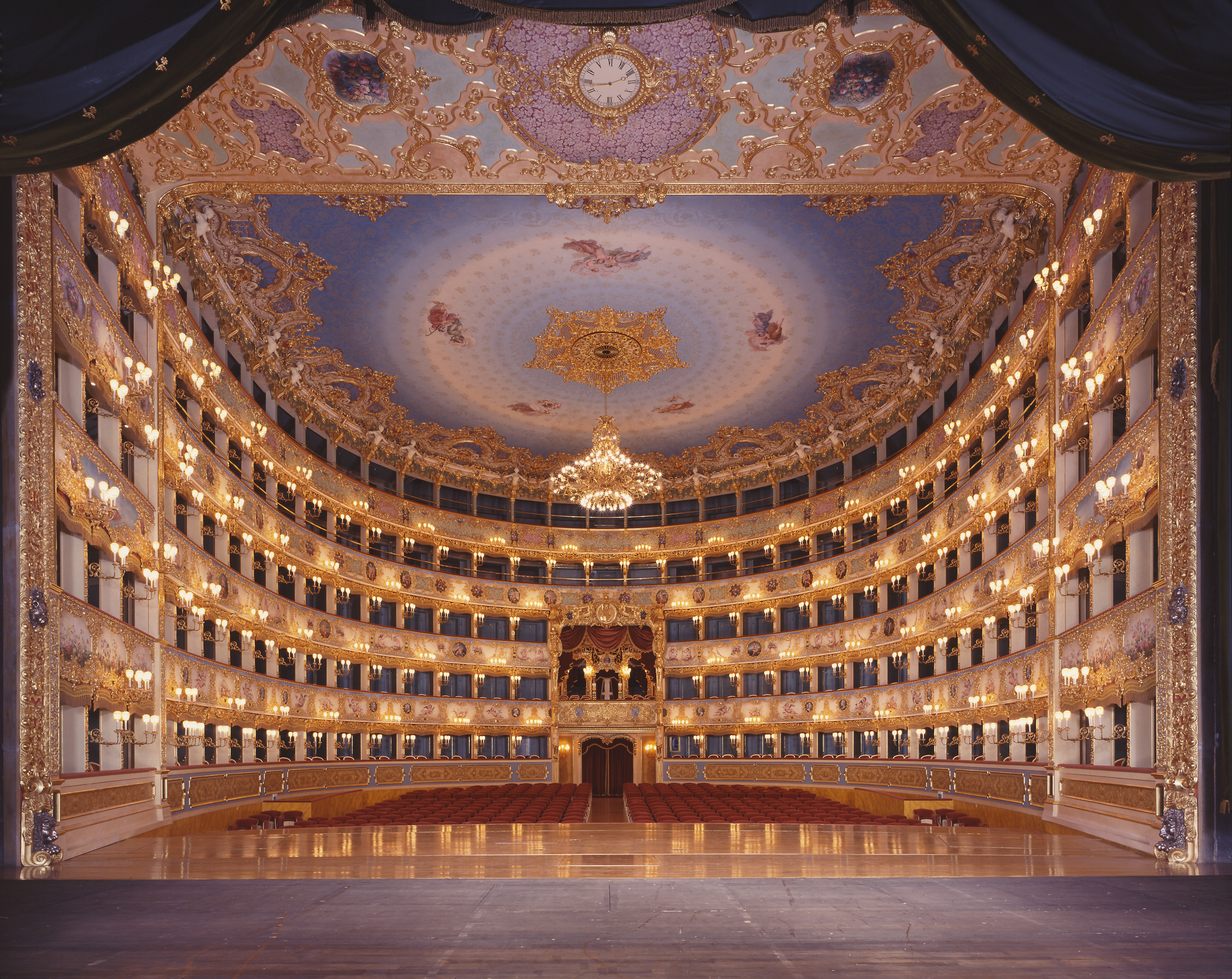
المسرح من الداخل عام 2018.

مسرح لا فينيس (العنقاء أو فينيكس) هي دار للأوبرا في البندقية في إيطاليا. يعد أحد أشهر المسارح في أوروبا وموقع العديد من العروض الأوبرالية لأول مرة. اسمها يعكس دورها في السماح لشركة أوبرا «بالنهوض من تحت الرماد» على الرغم من فقدانها للمسرحين (للنيران والمشاكل القانونية على التوالي). منذ افتتاحها وتسميتها لا فينيس تعرضت للحرق وأعيد بناؤها مرتين.